# محوطه قزوین دشت
محوطه قزوین دشت مربوط به پیش از اسلام - دوران‌های تاریخی پس از اسلام است و در شهرستان طالقان، روستای آوانک واقع شده و این اثر در تاریخ ۱۲ بهمن ۱۳۸۱ با شمارهٔ ثبت ۷۰۷۲ به‌عنوان یکی از آثار ملی ایران به ثبت رسیده است.